# Děvičnik

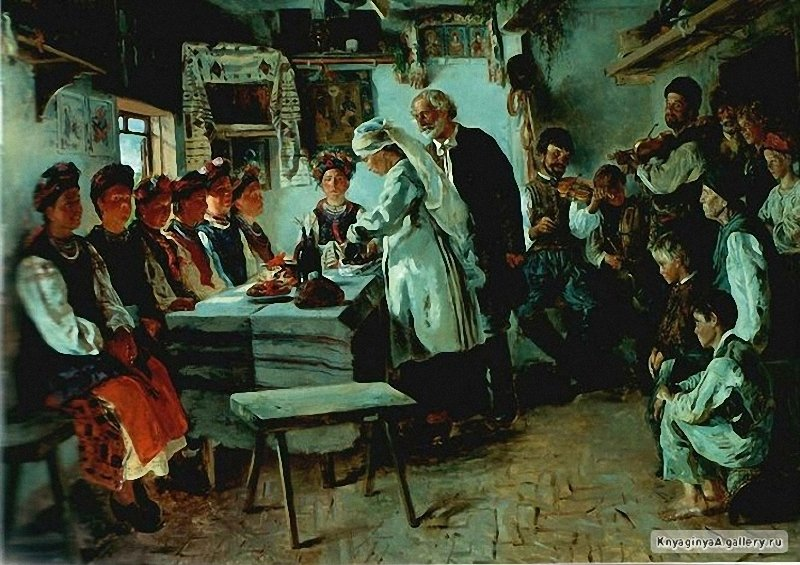
V. J. Makovskij: Děvičnik, 1882

Děvičnik je tradiční ruský lidový předsvatební obřad, při kterém se nevěsta loučí se svým dívčím životem. Nejčastěji se tímto termínem označuje celý předsvatební den, v jehož průběhu se odehrává řada rituálů (někdy mohou být rozloženy do více dní), avšak v některých případech je takto označována pouze jedna jeho část, a to setkání nevěsty s kamarádkami v předvečer svatby. Rituál byl rozšířen a detailně zmapován především v etnografické oblasti Ruského Severu.

## Význam
Děvičnik je součást série tzv.předprahových (preliminárních) rituálů vázaných ke svatbě. Nahlížíme-li na svatbu jako na přechodový rituál, pak dívčí večer symbolizuje odloučení od předchozího světa. Nevěsta se loučí s kamarádkami, rodiči a rodným domem, oplakává ztrátu svého dívčího života. Chlapeckou analogií je malčišnik, který však byl u Slovanů mnohem méně ritualizovaný.

## Průběh
V závislosti na konkrétní lokalitě mohly být součástí děvičniku následující rituály, ve většině případů doprovázené svatebními nářky a pláči (folklórní žánry věnující se ztrátě dívčích atributů, např. copu, krásy, svobody apod.)
- Ohledy – ženich se svou rodinou přijíždí do nevěstina domu. Jsou pohoštěni a obdarováni dary. V dřívějších dobách bývala nevěsta při této příležitosti poprvé veřejně představena.[4]
- Skrutušnik (od slova skruta = ženský svatební oděv) – nevěsta žádá za zpěvu svatebních nářků matku o přinesení šatů. Matka přináší šaty a pokládá je na stůl. Šaty se jakoby personifikují a nechtějí nevěstu k sobě pustit, a to kvůli zármutku, který v sobě nese. Zpěvem se nevěsta smutku zbaví, šaty si obleče a vychází s kamarádkami ven, kde pokračuje ve zpěvu.[5]
- Pláče – nevěsta oplakává svůj starý život, často v doprovodu plačky.[6]
- Zahalování nevěsty – nevěsta je zahalena šátkem, což představuje definitivní rozloučení s jejím dívčím životem. Nevěsta se tomuto aktu má aktivně bránit, plakat a naříkat. Zahalení slouží také jako ochrana nevěsty před uřknutím nebo zhlédnutím.[7]
- Báňa – nářky doprovázená rituální koupel nevěsty. Nářky zde hrají klíčovou roli, neboť komentují průběh a objasňují přípravu obřadu (odkud je voda v lázni, kdo ji ohřál apod.), a zároveň vnitřní svět nevěsty a její pocity (přeměna dívky v ženu). Velmi výrazně se v nich prolíná pravoslavný a předkřesťanský pohled na svět. Báňa plní magickou funkci, neboť právě zde se pravděpodobně odehrával předkřesťanský svatební rituál ztráty panenství.[8]
- Obřady spojené s vlasy jako symbolem krásy – jedná se například o rozplétání a zaplétání copu, česání vlasů, zaplétání stuh do vlasů.[9]